# Peter Nilsson (fotbollsspelare född 1974)
Jan Peter Nilsson, född 1 februari 1974, är en före detta svensk fotbollsspelare som spelade som anfallare.

## Karriär
Peter Nilsson startade sin karriär hos Askims IK innan han 1997 gick till USA för att spela fotboll och studera vid Wilmington College i Ohio. Väl i Wilmington gjorde han 20 mål på en säsong, vilket är ett NCAA-rekord för skolan.
1999 skrev han på för den allsvenska klubben Västra Frölunda IF, och gjorde 1 mål på 12 matcher i Fotbollsallsvenskan 1999.
Därefter återvände han till USA och Long Island University Southampton, och gjorde sammanlagt 44 mål under NCAA-säsongerna 2000 och 2001.
Under sommaren 2001 spelade han fotboll i den isländska andraligan för Stjarnan.
2005 spelade han upp Qvidiing FIF till Superettan.